# Nguyễn Phùng
Nguyễn Phùng (3 tháng 6 năm 1921 – 10 tháng 12 năm 1997; tên tiếng Pháp: Maximilien Nguyen Phung), là một quân nhân, giáo sư-tiến sĩ luật người Pháp gốc Việt. Tên ông được đặt cho một con đường ở thành phố Montpellier, Pháp, con phố mang tên "Rue Professeur Maximilien Nguyen-Phung" (tiếng Việt: Phố thầy giáo Maximilien Nguyen-Phung).

## Cuộc đời và sự nghiệp
Nguyễn Phùng là con trai thứ của Nguyễn Văn Vĩnh và người vợ thứ ba, một phụ nữ người Pháp gốc Việt tên là Suzanne. Ông sinh ngày 3 tháng 6 năm 1921 tại Hà Nội. Nguyễn Phùng có tính nết được cho là giống cả bố lẫn mẹ. Tuy ông không được sinh ở Pháp nhưng vẫn có quốc tịch Pháp.
Năm 14 tuổi, ông Phùng mồ côi cha. Ông được mẹ cho theo học chương trình Pháp tại Trường Trung học Albert Sarraut, nơi chỉ dành riêng cho con cái người Pháp và một số người Việt có thế lực thời đó. Ông đậu tú tài năm 16 tuổi rồi hai năm sau đó cưới vợ.
Nguyễn Phùng tham gia đăng lính, ông làm sĩ quan thông ngôn của quân lực thuộc địa. Do có quốc tịch Pháp nên chỉ một thời gian ngắn sau đó, ông được thăng lên chức lên quan ba.
Năm 1954, khi Pháp thua tại Điện Biên Phủ, hai vợ chồng ông và sáu người con cùng bà Suzanne chạy vô miền Nam rồi lên tàu sáng Pháp lánh nạn. Thời gian đầu, gia đình Nguyễn Phùng tạm trú trong một căn hộ tại Avenue Foch ở Paris. Do cấp bậc sĩ quan thuộc địa không được coi trọng, gia cảnh túng thiếu, khó khăn, Nguyễn Phùng đã dắt vợ con lên tàu tới Algérie và tham gia với cấp bậc thượng sĩ (adjudant). Ban ngày ông đánh trận, buổi tối ông họp với một số bạn bè đồng ngũ học luật.
Ngày 18 tháng 3 năm 1962, Algérie giành độc lập, gia đình Nguyễn Phùng theo đội quân viễn chinh về Pháp. Ban đầu ông đóng quân cùng gia đình tại thành phố Nîmes. Sau đó, ông chuyển sang ngạch dân sự, dọn về thành phố Montpellier ghi danh học trường luật. Ông cùng vợ đã mở một nhà hàng Việt Nam với tên Le Domino Chinois.
Sau khi tốt nghiệp, Nguyễn Phùng được giữ làm trợ giảng, rồi dần thành giảng viên chính thức. Ông có bằng tiến sĩ vào năm 1968, sau được phong hàm giáo sư. Ông trực tiếp giảng dạy bộ môn Luật tư và Luật kinh tế tại Trường đại học Montpellier 1. Ông là bạn đồng môn của Thị trưởng thành phố Montpellier, Georges Frêche; học trò của ông có nhiều nhân vật tiếng tăm trong ngành luật và quản lý ở Pháp.
Năm 1996, giáo sư Nguyễn Phùng về thăm lại quê hương. Ông đã thăm thú nhiều nơi, họ hàng và dự định sang năm sau sẽ về Việt Nam ở hẳn. Nhưng ông chưa thực hiện được ý định thì đã đột ngột qua đời vào ngày 10 tháng 12 năm 1997 ở Montpellier, thọ 76 tuổi.

## Gia đình
Nguyễn Phùng có một anh trai và một em gái ruột. Người anh trai Nguyễn Hiến từng làm Tổng trưởng Hải quan của Việt Nam Cộng hòa. Người em gái mất sớm. Ngoài ra ông có các người anh cùng cha khác mẹ khá nổi tiếng, trong đó có nhà thơ Nguyễn Nhược Pháp, nhà báo, nhà văn, họa sĩ Nguyễn Giang.
Nguyễn Phùng có người vợ Việt Nam là Coulier Michelle Thuy Loan. Bà Loan sinh năm 1927 ở làng Mục Xá. Bà là con gái thứ ba của ông chủ hiệu bánh ngọt nổi tiếng Godard Tràng Tiền tên là Courier. Tuy là con Tây nhà giàu nhưng từ bé bà Loan sống với mẹ tại dinh thự ở Mục Xá với tính tình dịu dàng, nhân hậu. Sau khởi nghĩa, nghe theo lời cha, bà Loan đã tham gia công tác Bình dân học vụ diệt giặc dốt một thời gian dài. Hai ông bà có với nhau tám con: bốn con trai và bốn con gái, trong đó hai người con trai làm luật sư là Jean-Robert Nguyen Phung và Jean-Marc Nguyen Phung. Họ mở một văn phòng luật mang tên Nguyen Phung tại Montpellier.

## Vinh danh
Tháng 5 năm 2002 sau khi Nguyễn Phùng mất, nhằm ghi nhận những đóng góp lớn lao cả về học thuật và về tài năng sư phạm lẫn nhân cách của ông, chính quyền thành phố Montpellier đã quyết định đặt tên ông cho một đường phố mới mở của thành phố.
Con đường nằm trong khu vực bùng binh Carrefour de la Lyre, sát siêu thị Géant Casino, trên tuyến đường đi Saint Gély du Fesc - Ganges.
Trong buổi lễ gắn biển cho con đường có sự hiện diện của bà Loan, vợ ông và các con của ông bà. Nguyễn Phùng là người gốc Việt đầu tiên và duy nhất được đặt tên phố ở Montpellier, Pháp cho đến thời điểm này.
Tháng 10 năm 2006, ông trở thành một phần trong bộ phim tài liệu thực hiện bởi Giáo sư Daniel Grasset và Anna Owhadi-Richardson nói về con người thành phố này. Ông cũng xuất hiện trong bộ phim dài 200 phút thực hiện bởi Nguyễn Lân Bình – con trai của Nguyễn Dực – và đạo diễn Trần Văn Thủy, từng được chiếu tại Quảng Nam vào tháng 12 năm 2007.